# Hamm (Familienname)
Hamm ist ein deutscher Familienname.

## Namensträger
- Adolf Hamm (Schauspieler) (1840–1924), deutscher Schauspieler und Librettist
- Adolf Hamm (Organist) (1882–1938), deutscher Organist
- Afonso Hamm (* 1962), brasilianischer Politiker
- Albert Hamm (1860–1891), kanadischer Fischer und Ruderer
- Andreas Hamm (1824–1894), deutscher Glockengießer und Fabrikant
- Ann-Kristin Hamm (* 1977), deutsche Malerin
- Bernd Hamm (Soziologe) (1945–2015), deutscher Soziologe und Hochschullehrer
- Bernd Hamm (Mediziner) (* 1953), deutscher Radiologe und Hochschullehrer
- Bartholomäus von Hamm (vor 1300–1353), deutscher Dombaumeister
- Berndt Hamm (* 1945), deutscher Kirchenhistoriker
- Charles R. Hamm (* 1933), pensionierter Generalleutnant der US Air Force
- Christian Hamm (* 1953), deutscher Kardiologe
- Christoph Hamm, deutscher Biathlon- und Handballkommentator (ZDF)
- Christina von Hamm (15. Jahrhundert), deutsche Mystikerin und Selige der römisch-katholischen Kirche
- Claudia Hamm (* 1969), deutsche Theaterregisseurin, Autorin und Übersetzerin
- Constantin Hamm (1807–1885), deutscher Tuchfabrikant und Mitglied des Deutschen Reichstags
- Damian Hamm (1809–1869), deutscher Komponist und Dirigent
- Dirk Hamm (* 1968), deutscher Filmproduzent
- Ed Hamm (1906–1982), US-amerikanischer Weitspringer
- Eduard Hamm (1879–1944), deutscher Politiker (DDP)
- Edward H. Hamm Jr., Filmproduzent
- Ernst Hamm (1886–1952), deutscher Architekt, Ingenieur, Stadt- und NS-Raumplaner
- Erwin Hamm (1909–2008), deutscher Kommunalpolitiker
- Eugen Hamm (Kameramann) (1869–1944), deutscher Kameramann
- Eugen Hamm (Maler) (1885–1930), deutsch-jüdischer Maler und Grafiker
- Frank-Richard Hamm (1920–1973), deutscher Indologe
- Franz Hamm (1900–1988), Angehöriger der Parlamente im Königreich Jugoslawien und Königreich Ungarn, sowie Verbandsfunktionär
- Franz Josef Hamm (* 1936), deutscher Architekt
- Franz Peter Hamm (1872–1935), deutscher katholischer Theologe und Hochschullehrer
- Friedrich Hamm (Fritz Hamm; 1891–1972), deutscher Paläontologe
- Fritz Hamm, deutscher Glockengießer, siehe Glockengießerei Fritz Hamm
- Fritz Hamm II (1878–1935), deutscher Glockengießer, siehe Glockengießerei Fritz Hamm
- Fritz Hamm (Linguist) (* 1953), deutscher Linguist und Hochschullehrer
- Georg Hamm (1817–1878), deutscher Glockengießer, Unternehmer und Revolutionär
- Gerhard Ernst von Hamm (1692–1776), deutscher Rechtswissenschaftler und Hochschullehrer
- Hans Hamm (Mediziner) (1922–2008), deutscher Allgemeinmediziner und Hochschullehrer
- Hans Hamm (Chemiker), Chemiker
- Harold Hamm (* 1945), US-amerikanischer Unternehmer
- Harry Hamm (1922–1979), deutscher Journalist
- Heinrich Hamm (Bildhauer) (1889–1968), deutscher Bildhauer
- Heinrich Hamm (Theologe) (1931–2021), deutscher Theologe
- Heinrich Hamm (Musiker) (1934–2017), deutscher Organist und Chorleiter
- Heinz Hamm (* 1944), deutscher Germanist
- Hildegard Hamm-Brücher (1921–2016), deutsche Politikerin (FDP)
- Hubertus Hamm (* 1950), deutscher Fotokünstler
- Hugo Gau-Hamm (1889–1967), deutscher Schauspieler
- Ingo Hamm (* 1971), deutscher Psychologe
- Ingrid Hamm (* 1955), deutsche Kommunikations- und Sozialwissenschaftlerin
- Isolde Hamm (1939–2006), deutsche Grafikerin und Malerin
- Joachim Hamm (* 1967), deutscher germanistischer Mediävist
- Johann Jakob Hamm (1881–1959), deutscher evangelischer Pfarrer, Theologe und Lokalhistoriker
- Johann Gottfried Hamm (1744–1817), deutscher Geigenbauer
- Johann Valentin Hamm (1811–1874), deutscher Musikdirektor, Konzertmeister, Komponist und Pianist
- Jon Hamm (* 1971), US-amerikanischer Schauspieler
- Jonas Hamm (* 1980), deutsch-finnischer Mittelstreckenläufer
- Josip Hamm (1905–1986), jugoslawischer Slawist
- Karl Hamm (1866–1931), deutscher Glockengießer
- Karoline Hamm (* 1999), dänische Schauspielerin
- Leo Walter Hamm († 2014), deutscher Heimatpfleger und Autor
- Ludwig Hamm (1921–1999), deutscher Jurist und Politiker (FDP)
- Manfred Hamm (* 1944), deutscher Photograph
- Marianne Hamm (1902–1987), deutsche Sozialarbeiterin
- Mia Hamm (* 1972), US-amerikanische Fußballspielerin
- Michael Hamm (* 1951), deutscher Ernährungswissenschaftler und Buchautor
- Morgan Hamm (* 1982), US-amerikanischer Kunstturner
- Moses Hamm (* 1977), deutscher Ordenspriester des Zisterzienserordens
- Norbert Hamm, deutscher Bassist und Musikproduzent
- Oskar Hamm (1839–1920), deutscher Jurist
- Paul Hamm (* 1982), US-amerikanischer Kunstturner
- Peter Hamm (1937–2019), deutscher Lyriker, Schriftsteller und Literaturkritiker
- Petra Hamm, deutsche Fußballspielerin
- Rainer Hamm (* 1943), deutscher Strafverteidiger und Hochschullehrer
- Roland Hamm (* 1956), deutscher Politiker (Die Linke) und Gewerkschaftsfunktionär (IG Metall)
- Rudolf Hamm (1894–1988), deutscher Politiker (pfälzische „Freie Bauernschaft“)
- Scott A. Vander Hamm, US-amerikanischer Offizier, Generalmajor der US Air Force
- Stuart Hamm (* 1960), US-amerikanischer Bassgitarrist
- Sulpiz Hamm (1877–1944), deutscher Politiker (Zentrum), Oberbürgermeister von Recklinghausen
- Theodore Hamm (1825–1903), deutsch-amerikanischer Brauer
- Ulrich Hamm (* 1952), deutscher Agrarökonom, Experte für Lebensmittelmarketing
- Walter Hamm (1922–2017), deutscher Ökonom
- Wilhelm von Hamm (1820–1880), deutscher Agrarwissenschaftler, Unternehmer und Politiker
- Wilhelm Hamm (1854–1926), deutscher Unternehmer und Firmengründer
- Wolf Hamm (* 1974), deutscher Maler und Zeichner
- Wolfgang Hamm (1944–2022), deutscher Komponist, Autor und Musikproduzent